# Алијер
Алијер (фр. Allières) насеље је и општина у јужној Француској у региону Миди Пирене, у департману Арјеж која припада префектури Фоа.
По подацима из 2011. године у општини је живело 69 становника, а густина насељености је износила 7,58 становника/km². Општина се простире на површини од 9,1 km². Налази се на средњој надморској висини од 550 метара (максималној 652 m, а минималној 347 m).

## Демографија
| 1962. | 1968. | 1975. | 1982. | 1990. | 1999. | 2011. |
| ----- | ----- | ----- | ----- | ----- | ----- | ----- |
| 87    | 55    | 45    | 40    | 57    | 65    | 69    |

График промене броја становника у току последњих година